# 阿尔乡镇
阿尔乡镇，是中华人民共和国辽宁省阜新市彰武县下辖的一个乡镇级行政单位。

## 行政区划
阿尔乡镇下辖以下地区：
阿尔乡村、北甸子村和泡子沿村。